# Manuel Neuer
Manuel Neuer (ˈmaːnu̯eːl ˈnɔʏ.ɐ, -ɛl - Gelsenkirchen, 27 de març del 1986) és un futbolista professional alemany que juga a la posició de porter pel FC Bayern de Múnic.
És conegut per la seva col·locació, reflexos i pel seu estil de joc fora de la porteria. És considerat un dels millors porters de futbol, i fins i tot per alguns com al millor de tots els temps. Neuer ha estat descrit com a sweeper-keeper, joc de paraules en anglès relatiu al seu estil de joc únic i a la velocitat que imprimeix al joc quan avança la posició per anticipar-se als oponens, sortint de la línia de porteria.

## Carrera esportiva
Format al planter del FC Schalke 04, i després de cinc temporades al primer equip, al juny del 2011 es va fer oficial el seu fitxatge pel FC Bayern de Múnic.
El 25 de maig de 2013 formà part de l'equip titular del FC Bayern de Múnic que esdevingué campió de la Lliga de Campions de la UEFA 2012-13 en derrotar el Borussia de Dortmund a la final.
El 21 de desembre de 2013 formà part de l'equip titular del FC Bayern de Múnic que esdevingué campió del Campionat del Món de Clubs de futbol 2013, a Marràqueix, Marroc, en derrotar per 2-0 el Raja Casablanca.
El 8 de maig de 2014, Neuer va ser inclòs pel seleccionador alemany Joachim Löw a la llista preliminar de 30 jugadors per la fase final del mundial de 2014. Posteriorment, el juny de 2014 fou ratificat com un dels 23 seleccionats per representar Alemanya a la Copa del Món de Futbol de 2014 al Brasil. Després de derrotar a l'Argentina 1-0 en la Final, guanya el Guant d'Or del torneig, situant-se com a millor porter de la competició
Va ser nomenat com un dels tres millors jugadors de l'any 2014, juntament amb Leo Messi i Cristiano Ronaldo.

## Palmarès
Schalke 04
- 1 Copa alemanya: 2010-11
- 1 Copa de la lliga alemanya: 2005

Fußball-Club Bayern München
- 2 Campionats del Món de Clubs: 2013,[28] 2020
- 2 Lligues de Campions de la UEFA: 2012-13, 2019-20
- 2 Supercopes d'Europa: 2013,[35][36] 2020
- 11 Lligues alemanyes: 2012-13, 2013-14, 2014-15, 2015-16, 2016-17, 2017-18, 2018-19, 2019-20, 2020-21, 2021-22, 2022-23
- 5 Copes alemanyes: 2012-13, 2013-14, 2015-16, 2018-19, 2019-20
- 6 Supercopes alemanyes: 2012, 2016, 2018, 2020, 2021, 2022

Selecció alemanya
- 1 Copa del Món: 2014
- 1 Campionat d'Europa sub-21: 2009